# Лагода-Шишкина, Ольга Антоновна
О́льга Анто́новна Ла́года-Ши́шкина (3 апреля 1850, Санкт-Петербург — 25 июля 1881, Санкт-Петербургская губерния) — русская художница-пейзажистка, ученица и вторая жена Ивана Шишкина.

## Биография
Родилась 3 апреля 1850 года в Санкт-Петербурге — дочь действительного статского советника Антона Ивановича Лагоды.
Она была одной из женщин в числе первых тридцати учениц, принятых в Императорскую Академию художеств; в качестве вольнослушательницы посещала её в 1875—1876 годах, затем занималась в мастерской Шишкина, став его женой в 1880 году.
Участвовала в академической выставке 1881 года. В 1881—1882 годах её работы экспонировались на 9-й выставке ТПХВ и Всероссийской выставке в Москве.
Умерла в селе Рождествено Санкт-Петербургской губернии, недалеко от станции Сиверской. Похоронена на старом кладбище села Рождествено, на берегу реки Оредеж. Могила сохранилась. На мраморном памятнике имеется надпись: «Жена профессора Императорской Академии художеств Ольга Антоновна Шишкина, урожденная Лагода, родилась 3 апреля 1850 года, скончалась 25 июля 1881 года».
Работы Лагоды-Шишкиной «Девочка в траве» и «Рожь» были приобретены Павлом Третьяковым вскоре после её кончины. В 1899 году в Петербурге прошла мемориальная выставка произведений художницы (вместе с И. И. Шишкиным и Ф. А. Васильевым).

### Семья
Венчание Ивана Ивановича Шишкина и Ольги Антоновны состоялось 28 сентября 1880 года. В следующем году, 21 июня, у них родилась дочь Ксения, а через полтора месяца Ольга Антоновна скончалась от воспаления брюшины. Мать маленькой крестнице заменила родная сестра Ольги, Виктория Антоновна Лагода; она жила в семье Шишкина до конца его дней, заботясь не только о племяннице, но и о самом художнике и его дочери от первого брака.

## Оценки современников
В ответ на соболезнования одного из друзей Шишкин писал: «Если бы ты видел все ее альбомы, рисунки, этюды и начатые картины, ты бы пришел в неописанный восторг – ничего подобного ни мы когда-то, ни теперешний художник не мог мечтать о том, что она сделала!».
Ведущий художественный критик XIX века В. В. Стасов в своих нескольких статьях писал о творчестве О. А. Лагоды-Шишкиной. Среди них были следующие строки: «Г-жа Лагода-Шишкина, ещё будучи ученицей знаменитого пейзажиста Шишкина, высказала большое и грациозное дарование; её картины „Этюд леса“ (1880) и „Тропинка“ (1881) обещали в ней замечательную пейзажистку, но, к несчастью, она скончалась в молодых годах, успев написать немного, но прекрасных, очень живописных видов русской природы».

## Творчество

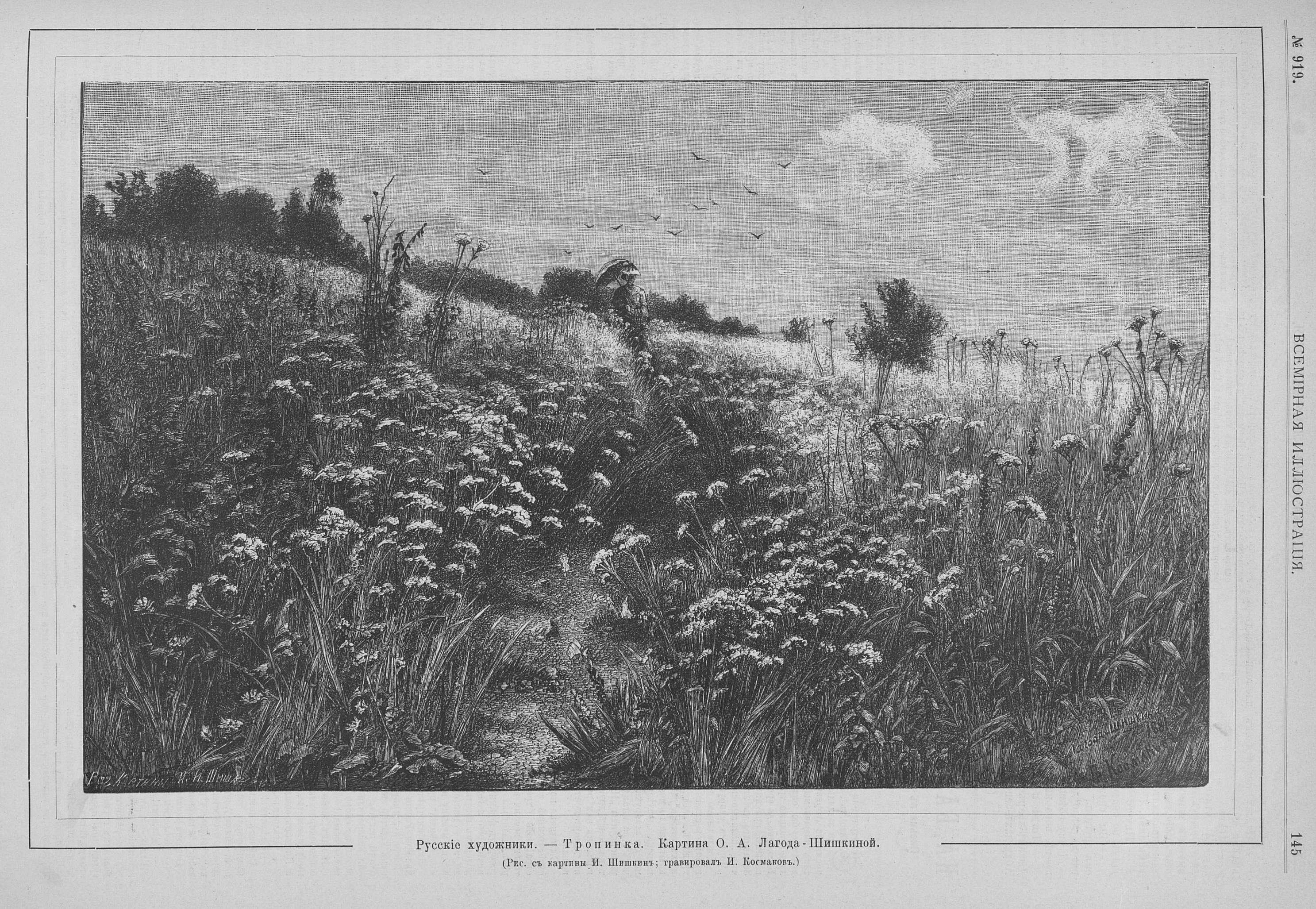
«ТРОПИНКА» 1881 г., Рисунок О.А. Лагоды-Шишкиной с картины И.И. Шишикина

В картине «Девочка в траве» художница избирает мотив, характерный для самого Шишкина, любившего писать уголки заброшенного сада или лесные полянки, вплотную приближая взгляд к поверхности земли. При этом пейзажный этюд воспринимается как обаятельный в своей непосредственности жанровый сюжет: фигурки крестьянских детей, идущих из леса, словно вырастают в густой траве среди стеблей цветущей сныти. В манере художницы соединяются тщательная скрупулёзность письма в передаче растительности на первом плане и умение показать глубину и емкость пейзажного пространства. В живописи словно проступает «музыка карандаша», которая, по словам Шишкина, была присуща графическим работам Лагоды и сразу выделила её среди других учеников мастера.
Произведения Лагоды-Шишкиной имеются в Третьяковской галерее («Девочка в траве», «Рожь») и Русском музее («Лес», «Цветы в лесу»).

## Галерея

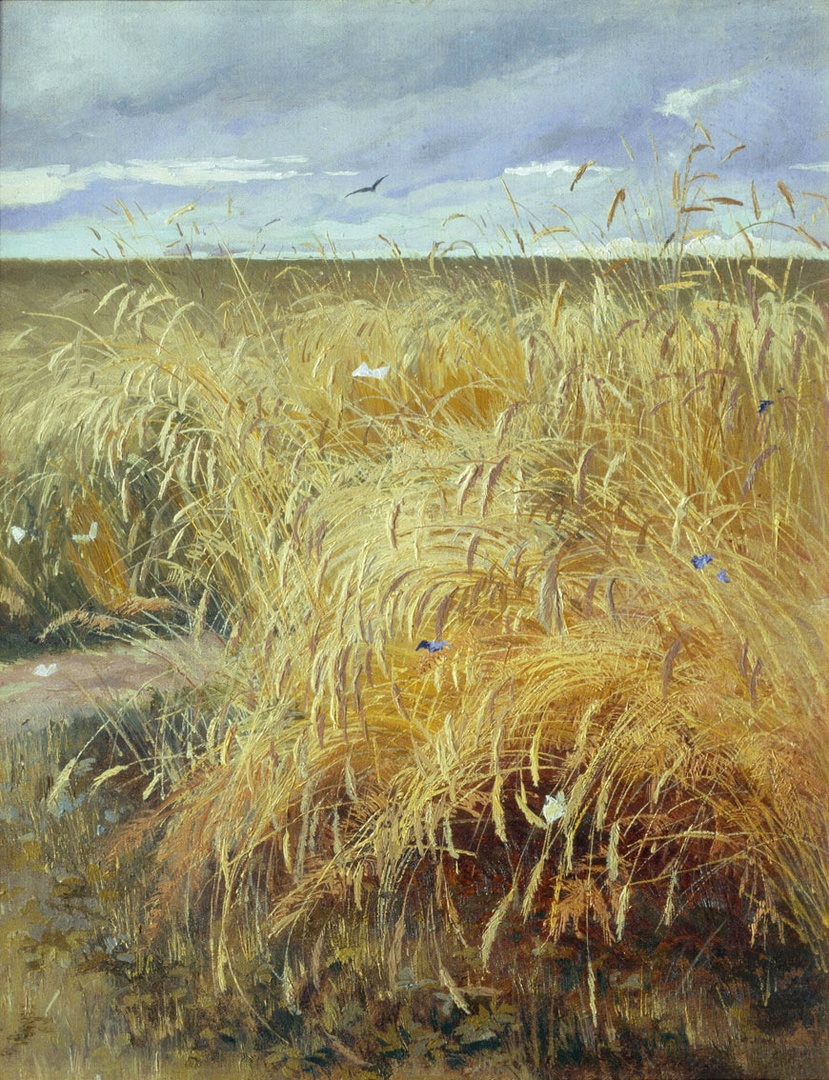
Рожь. 1880
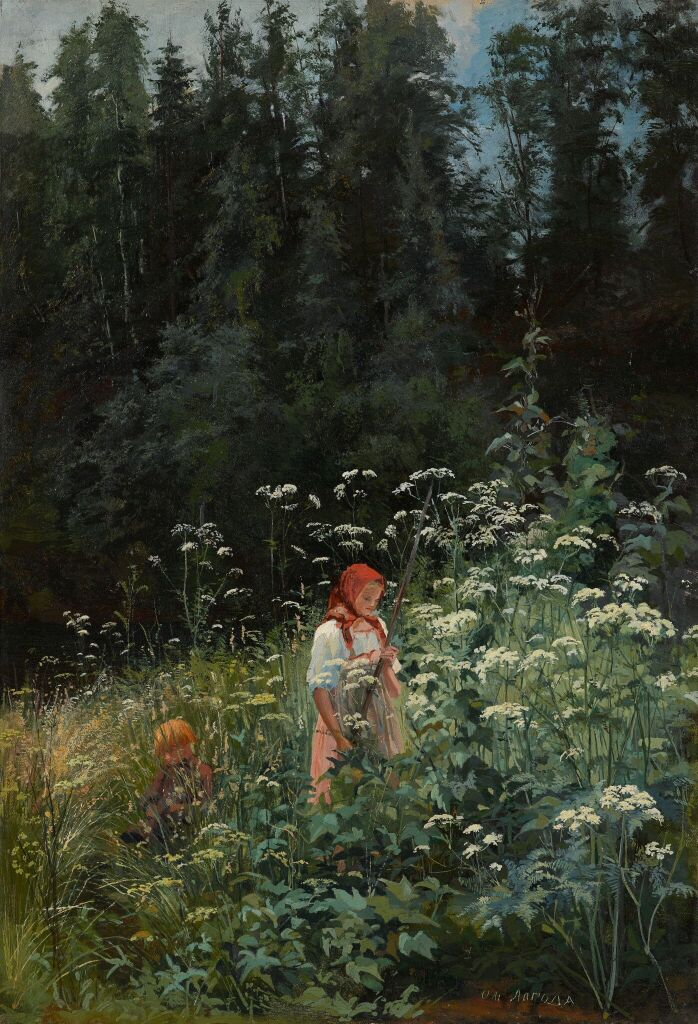
Девочка в траве. 1880
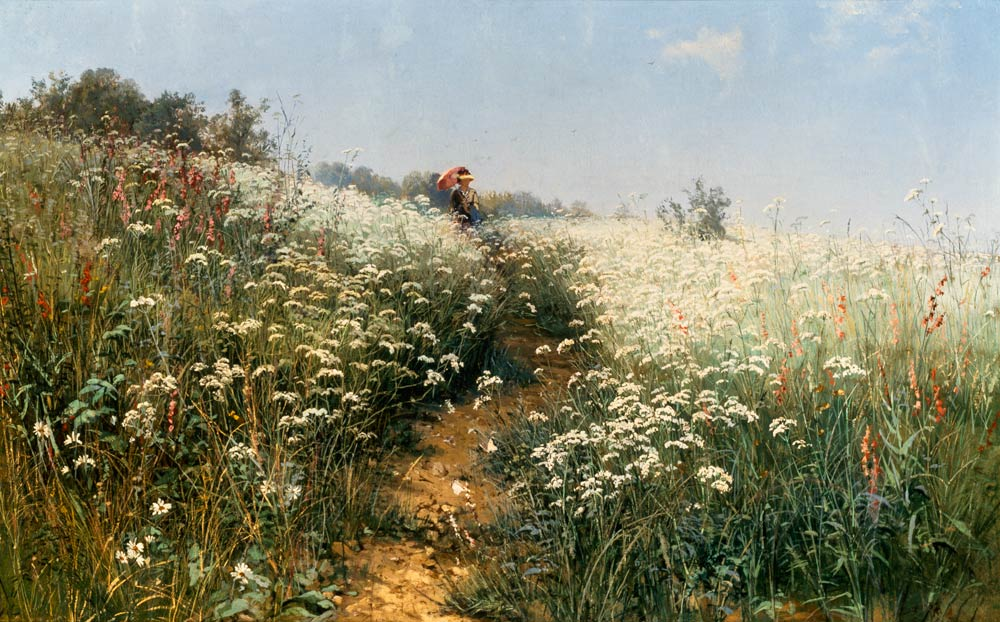
Тропинка. 1881